# Vive les étudiants
Pour plus de détails, voir Fiche technique et Distribution.
Vive les étudiants! (A Yank at Oxford) est un film américano-britannique en noir et blanc de Jack Conway, sorti en 1938.
Un remake sortira en 1942 : Un drôle de lascar (A Yank at Eton).

## Synopsis
Robert Taylor, un jeune athlète américain, arrive à l'Université d'Oxford. Son attitude arrogante lui vaut brimades et humiliations de la part des étudiants anglais. De plus, il tombe amoureux de Maureen O'Sullivan, la sœur d'un chef d'une académie rivale.

## Fiche technique
- Titre : Vive les étudiants!
- Titre original : A Yank at Oxford
- Réalisation : Jack Conway
- Producteur : Michael Balcon
- Société de production : MGM-Loews Cineplex
- Société de distribution : Loews Cineplex
- Scénario : Malcolm Stuart Boylan, Walter Ferris et George Oppenheimer d'après une histoire de Leon Gordon, Sidney Gilliat et Michael Hogan
- Photographie : Harold Rosson
- Musique : Hubert Bath et Edward Ward
- Direction artistique : Lawrence P. Williams
- Costumes : René Hubert
- Montage : Charles Frend
- Superviseuse au montage : Margaret Booth
- Pays d'origine : États-Unis-Royaume-Uni
- Format : Noir et Blanc - Aspect Ratio: 1.37:1 - son : Mono (Western Electric Sound System)
- Genre : Comédie dramatique
- Durée : 102 minutes
- Dates de sortie : 
  -  Royaume-Uni :
  -  États-Unis : 18 février 1938
  -  France : 28 octobre 1938
  -  Belgique : 25 novembre 1938 (Bruxelles)

## Distribution
- Robert Taylor : Lee Sheridan
- Lionel Barrymore : Dan Sheridan
- Maureen O'Sullivan : Molly Beaumont
- Vivien Leigh : Elsa Craddock
- Edmund Gwenn : Le Doyen
- Griffith Jones : Paul Beaumont
- C.V. France : Dean Snodgrass
- Edward Rigby : Scatters
- Morton Selten : Cecil Davidson
- Claude Gillingwater : Ben Dalton
- Tully Marshall : Cephas
- Walter Kingsford : Dean Williams
- Robert Coote : Wavertree
- Peter Croft : Ramsey
- Noel Howlett : Tom Craddock
- Edmund Breon : Capitaine Wavertree

## Autour du film
Le film a été tourné aux Denham Film Studios dans le Buckinghamshire près de Londres.